# Win-OS
Win-OS ist das erste Bedien- und Beobachtungssystem für Teleperm M, das auf einer Windows-Plattform (Version 3.1) von einer Siemens-Abteilung in Karlsruhe entwickelt wurde, gehörte aber nicht zur offiziellen Teleperm-M-Produktlinie. Ausgangspunkt der Entwicklung war ein bereits 1992 erschienenes Programmpaket Win-TM zur Erfassung von Prozessdaten unter Windows.
Win-OS wurde zunächst nur als lokale Bedienstation in Gasturbinenanlagen eingesetzt, seine Weiterentwicklungen (Portierung auf Windows NT, 2000, XP, Client-Server-Technologie, Redundanz, großes Mengengerüst usw.) später auch als vollwertiges Bediensystem in größeren Anlagen.
Die Stärken von Win-OS lagen vor allem in seinem äußerst einfachen Handling, dem durchgängigen Online-Engineering, der einfachen Mehrsprachigkeit (inkl. chinesisch und kyrillisch) sowie der Integration anderer Windows-Programme in die Gesamtfunktionalität.
Im Zuge der Verbreitung von SIMATIC PCS 7 als aktuellem Bediensystem für Teleperm M hat Win-OS in den letzten Jahren an Bedeutung verloren.